# La Red
La Red (Anteriormente conhecida como Red Televisión e originalmente Red Chilena de Televisión) é uma rede de televisão chilena fundada em 12 de maio de 1991.

## Programas

### Programas em exibição
| Origem                                  | Programa de Televisão     | Horário Semanal  | Hora  |
| --------------------------------------- | ------------------------- | ---------------- | ----- |
| Estados Unidos · México                 | 3, 2, 1 ¡vamos!           | Sábado e Domingo | 06:00 |
| Espanha                                 | Águila Roja               | Sábado           | 20:00 |
| Alemanha                                | Alerta Cobra              | Sábado e Domingo | 18:00 |
| Estados Unidos                          | America's Next Top Model  |                  |       |
| Chile                                   | Así somos                 | Segunda a Sexta  | 00:30 |
| Chile                                   | Avanti                    |                  |       |
| Chile                                   | Cara a cara               |                  |       |
| Chile                                   | Cada día mejor            |                  |       |
| México                                  | Chespirito                | Segunda a Sexta  | 06:00 |
| Chile                                   | Chile se moviliza         |                  |       |
| Chile                                   | Como dice el dicho        | Segunda a Sexta  | 15:45 |
| México                                  | El color de la pasión     | Segunda a Sexta  | 14:30 |
| Canadá                                  | Flashpoint                | Domingo          | 23:00 |
| Espanha                                 | Hay alguien ahí           | Domingo          | 00:00 |
| México                                  | La rosa de Guadalupe      |                  |       |
| Estados Unidos                          | Medium                    | Sábado e Domingo | 21:00 |
| Estados Unidos                          | NCIS                      | Segunda a Sexta  | 03:00 |
| Chile                                   | Hora 7                    | Segunda a Sexta  | 07:00 |
| Chile                                   | Hora 20                   | Segunda a Sexta  | 20:00 |
| Chile                                   | Intrusos                  | Segunda a Sexta  | 12:10 |
| Japão                                   | La abeja Maya             | Sábado           | 06:45 |
| Estados Unidos                          | La pantera rosa           | Sábado e Domingo | 08:30 |
| México                                  | La rosa de Guadalupe      |                  |       |
| Estados Unidos                          | Sex and the City          | Domingo          | 00:45 |
| Chile                                   | La tarde de todos         | Segunda a Sexta  | 17:30 |
| Canadá · Hungria · República da Irlanda | Los Borgias               | Domingo          | 22:00 |
| Chile                                   | Mañaneros                 | Segunda a Sexta  | 10:00 |
| Chile                                   | Mentiras verdaderas       | Terça a Sexta    | 22:30 |
| Chile                                   | Mujeres primero           | Segunda a Sexta  | 08:00 |
| Chile                                   | Red Social                |                  |       |
| França                                  | RIS Paris                 | Sábado           | 01:00 |
| Chile                                   | Sábado de a 3             | Sábado           | 15:00 |
| Japão                                   | Los guerreros del zodiaco | Sábado           | 08:00 |
| Estados Unidos                          | Plaza sésamo              | Sábado e Domingo | 07:15 |
| Chile                                   | Una belleza nueva         | Domingo          | 22:00 |
| Chile                                   | Vigilantes                | Segunda          | 21:00 |
| Chile                                   | Vigilantes                | Terça a Sexta    | 21:30 |

## Eventos Esportivos

### Futebol
- Copa Libertadores da América